# Happy Nation (romanzo)
Happy Nation (titolo originale Lyckliga gatan) è un romanzo giallo della scrittrice svedese Liza Marklund pubblicato in Svezia nel 2013.
È il decimo libro della serie che ha per protagonista la giornalista Annika Bengtzon.
Il libro è stato tradotto in 11 lingue.

## Edizioni
- Liza Marklund, Happy Nation, traduzione di Laura Cangemi, Marsilio, 2014. ISBN 978-88-317-1844-8.
- Liza Marklund, Happy Nation, traduzione di Laura Cangemi, Marsilio, 2015. ISBN 978-88-317-2099-1.